# Félicité de Genlis
Pour les articles homonymes, voir Genlis.
Félicité du Crest, par son mariage comtesse de Genlis, marquise de Sillery, citoyenne Brûlart pendant la Révolution, est une romancière, dramaturge, mémorialiste et pédagogue française, née le 21 janvier 1746 à Issy-l'Évêque et morte le 31 décembre 1830 à Paris.

## Biographie

### Naissance et enfance

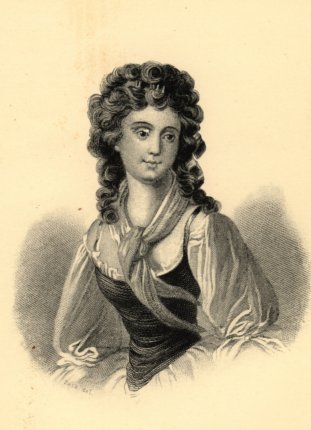
Comtesse de Genlis.

Stéphanie-Félicité du Crest naquit dans une famille de noblesse d’épée originaire de Bourgogne ; elle était la fille d’un ancien capitaine qui portait le titre de marquis de Saint-Aubin. Dans son enfance, conformément à un usage alors fréquent dans la noblesse de province, son père, après avoir fourni la preuve de huit quartiers de noblesse pour Félicité, la fit recevoir chanoinesse dans un des chapitres du Lyonnais. Elle a pour préceptrice une cousine de la compositrice Hélène-Louise Demars, Mlle de Mars, qui est vers ses trente-sept ou trente-huit ans gouvernante des enfants de « madame de Voyer », avant d'être engagée chez la princesse de Condé et de se marier avec « le secrétaire de M. de Voyer », d'Argenson.
Lorsqu’il mourut en juillet 1763, sa veuve, marquise de Saint-Aubin, et ses deux enfants — Félicité et son frère — se trouvèrent soudain jetés, sinon dans la pauvreté comme on l’a dit, du moins dans une certaine gêne. Comme chanoinesse, elle fut appelée la « comtesse Félicité de Lancy », parce que son père était seigneur et patron de cette petite ville. Pendant cette période, elle acquit un savoir encyclopédique qui devait lui être utile par la suite.

### Les débuts de la vie mondaine
La marquise de Saint-Aubin — mère de Félicité — eut l’habileté de s’introduire dans les salons des grands financiers du temps, où sa jeune fille se fit remarquer par son talent de harpiste. Ce furent ses concerts qui remirent à la mode cet instrument, qu’on avait cru oublié depuis la Renaissance. Quatre fois par semaine, la mère et la fille se rendaient à des dîners à l’issue desquels Félicité donnait son récital dont on prétendit que c’était moyennant une rétribution convenue à l’avance.

### Auprès de la famille d'Orléans
Par l’entremise de sa tante, la marquise de Montesson, Félicité rencontra Charles-Alexis Brûlart, marquis de Sillery, comte de Genlis, filleul et héritier d’un ancien ministre d’État, Louis Philogène Brûlart de Sillery, marquis de Puisieulx, colonel des Grenadiers, âgé de trente ans, qui devint par la suite marquis de Sillery. Félicité, seize ans, cherchait un mari aisé et bien portant ; Les jeunes gens se marièrent en novembre 1763 et monsieur de Genlis n’interférera jamais dans les projets ou ambitions sociales de sa femme. Grâce à sa position dans la société, la comtesse de Genlis fut présentée à la cour, deux ans après son mariage. En 1770, elle espérait entrer dans la maison de la future comtesse de Provence. Les Brûlart refusant de s’abaisser à en faire la demande à la comtesse du Barry, ainsi qu’il en était de rigueur à l’époque, Félicité dut se rabattre sur la Maison d'Orléans, branche cadette de la Maison royale.
Madame de Montesson la fit admettre au début de 1772 comme « dame pour accompagner » la duchesse de Chartres, belle-fille du duc d’Orléans, tandis que le comte de Genlis était nommé capitaine des gardes du duc de Chartres, futur Philippe Égalité. Ces deux postes comportaient le logement au Palais-Royal ainsi que des gages de 6 000 livres pour le mari et 4 000 pour la femme de celui-ci.
À peine arrivée, la comtesse de Genlis entame une liaison avec le duc de Chartres, son cadet de quelques mois. Pendant l’été 1772, alors que la duchesse était partie en cure à Forges-les-Eaux, cette liaison tourna à la passion.
La comtesse de Genlis se chargea également de l'éducation des enfants d'Orléans et notamment de celle du futur roi des Français, qu'elle éleva avec l'idée d'en faire un nouveau saint Louis. Dès la naissance de Louis-Philippe en 1773, elle proposa au duc de Chartres divers gouverneurs possibles, mais, celui-ci les ayant tous rejetés, elle proposa d'éduquer les enfants elle-même. Cette proposition fut acceptée. La charge était délicate étant donné que vers l’âge de sept ans, l’usage était que les princes « passent aux hommes » pour être confiés aux soins d’un gouverneur assisté d’un sous-gouverneur. Félicité de Genlis ne fut pas nommée gouverneur. De cette manière, elle put diriger l’éducation de Louis-Philippe jusqu’au moment où elle pouvait en être officiellement chargée. En attendant, il fut convenu avec la duchesse de Chartres qu’elle prendrait en main l’éducation des deux jumelles nées en 1777 et que, pour ce faire, elle s’installerait avec elles dans un couvent. En fait, elle alla s’établir dans un petit bâtiment appelé pavillon de Chartres ou pavillon de Bellechasse, spécialement construit sur un terrain dépendant du couvent des dames chanoinesses du Saint-Sépulcre au Faubourg Saint-Germain. À cette époque, elle se lie avec la baronne de Montolieu qui devient une amie intime.
Le duc de Chartres la nomma gouvernante de ses enfants, au nombre desquels le futur Louis-Philippe, futur roi des Français (de 1830 à 1848), qui lui voua toute sa vie une véritable adoration. Ainsi dans ses Mémoires, le roi Louis-Philippe raconte l’éducation spartiate que ses frères et sœurs ainsi que lui-même avaient reçue de Mme de Genlis. Il qualifie cette éducation de « très démocratique », et assure qu'adolescent, il a été quasiment amoureux d’elle, en dépit de sa sévérité. L’ensemble de ces princes et princesses la préférèrent d’ailleurs toujours à leur propre mère.
Félicité de Genlis se fit connaître par ses principes sur l’éducation des jeunes gens et par de nombreux ouvrages littéraires. Elle rencontra Rousseau et Voltaire, fut l'amie de Charles Pierre Claret de Fleurieu, de Bernardin de Saint-Pierre, de Talleyrand, de Juliette Récamier, et composa une œuvre riche de quelque 140 volumes. Son premier essai, Théâtre à l'usage des jeunes personnes, reçut les éloges de Marmontel, d'Alembert et Fréron.

### Sous la Révolution, l'Empire et la Restauration

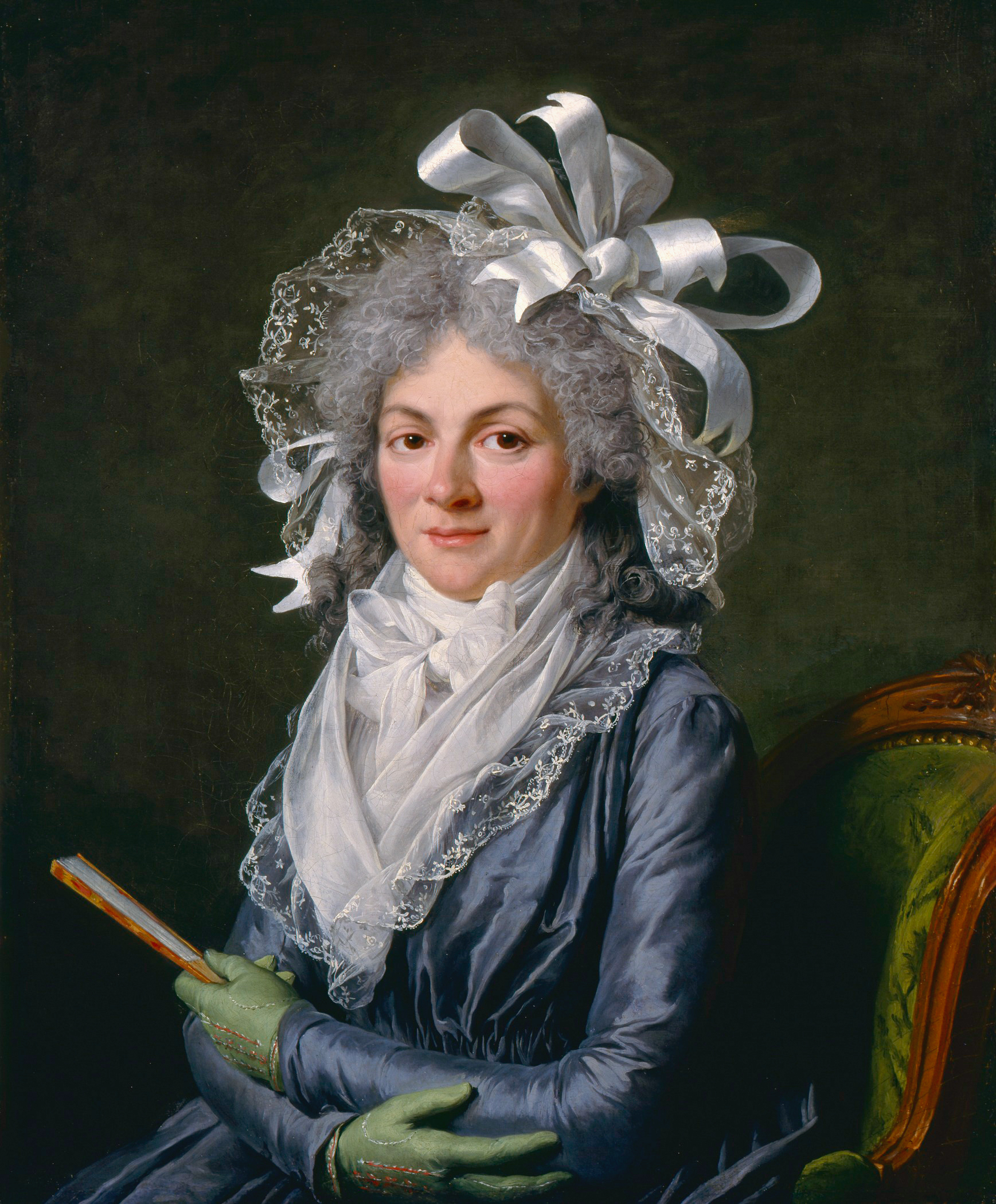
Adélaïde Labille-Guiard, Portrait de Madame de Genlis (1790), musée d'Art du comté de Los Angeles.

De 1789 à 1791, elle tient un salon, que fréquente le duc d’Orléans, et où se retrouvent Talleyrand, David et de jeunes députés de la Constituante comme Lameth, Barère et Barnave.
Madame de Genlis s'enfuit en Angleterre pendant la Terreur. Son mari ainsi que Philippe Égalité furent guillotinés, tandis que deux de ses pupilles, les frères de Louis-Philippe, croupirent si longtemps en prison qu’ils contractèrent une maladie de poitrine qui les emporta en 1807 et 1808. Sa fille, Pulchérie, mariée au général de Thiembronne, passa, elle aussi, très près de l’échafaud. En Angleterre, Félicité de Genlis maria une autre de ses filles, Pamela Brûlart de Sillery, qu’elle avait eue en secret du duc de Chartres, à Lord Fitzgerald, qui fut massacré lors de la rébellion irlandaise de 1798. Sa dernière fille (supposée), Fortunée Élisabeth Herminie Compton, est la grand-mère de Marie Lafarge. Lors de son émigration, Félicité de Genlis est accompagnée également par sa nièce, Rose Henriette Péronne de Sercey, élevée par ses soins dès 1781.
En 1799, vivant alors à Berlin, âgée de 53 ans, frappée par « le joli visage et la noblesse de sa tournure », elle prend un enfant à la famille de sa logeuse, lui fait changer de religion et de prénom, afin qu'il porte celui de son fils mort, et l'élève à sa façon à Paris, ainsi qu'elle l'écrit elle-même : « Je demandai cet enfant à sa mère, en lui déclarant que je l'élèverais dans la religion catholique ; elle y consentit sans résistance, elle parut même charmée de me le donner, je le pris avec moi, et je l'appelai Casimir, du nom de mon fils que j'avais perdu ».
En 1801, Bonaparte l’autorisa à rentrer en France, l’utilisa comme espionne et la pensionna. Au sujet des notes secrètes qu'elle lui envoyait et qu'il rémunérait douze mille francs par an, Napoléon dira à Sainte-Hélène : « Mme de Genlis envoyait souvent un conte, une rêverie, ce qui lui passait par la tête ». Elle fut, avec Antoinette Legroing de La Maisonneuve, que Mme de Genlis connaissait, une des femmes de lettres qu’il admira, et qu'il tâcha de récompenser. En revanche, Bonaparte n'admira jamais Germaine de Staël, qui fut considérée, sa vie durant, comme la rivale de Mme de Genlis ; en fait, il la détestait.
En 1815, sa vie devint difficile avec le retour des Bourbons. Elle ne vécut financièrement que grâce aux droits d’auteur qu’elle tirait de ses romans et nouvelles. Mais, toute sa vie durant, et malgré ses moyens limités, elle adopta de nombreux enfants de toutes les classes sociales et se chargea de leur éducation.

### Dernières années

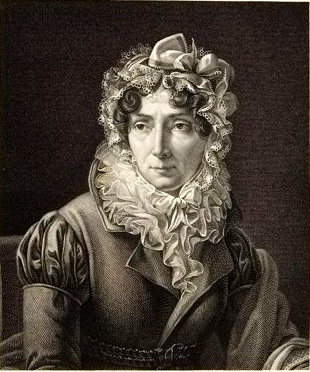
Madame de Genlis peu avant sa mort, gravure d’Étienne-Frédéric Lignon d'après une peinture de Sophie Chéradame, Cambridge, Fogg Art Museum.

Félicité de Genlis vécut juste assez longtemps pour voir celui qu’elle avait élevé devenir roi des Français.
Victor Hugo rapporte les confidences que le roi lui avait faites sur Mme de Genlis : « Elle nous avait élevés avec férocité, ma sœur et moi. Levés à six heures du matin, hiver comme été, nourris de lait, de viandes rôties et de pain ; jamais une friandise, jamais une sucrerie ; force travail, peu de plaisirs. C'est elle qui m'a habitué à coucher sur des planches. Elle m'a fait apprendre une foule de choses manuelles ; je sais, grâce à elle, un peu faire tous les métiers, y compris le métier de frater. Je saigne mon homme comme Figaro. Je suis menuisier, palefrenier, maçon, forgeron. Elle était systématique et sévère […] Elle fit de moi un homme assez hardi et qui a du cœur… » Madame Genlis qui mourut pauvre, raconte également Victor Hugo, se plaignait de « la ladrerie du roi » et confia : « Il était prince, j’en ai fait un homme ; il était lourd, j’en ai fait un homme habile ; il était ennuyeux, j’en ai fait un homme amusant ; il était poltron, j’en ai fait un homme brave ; il était ladre, je n’ai pu en faire un homme généreux. Libéral, tant qu’on voudra ; généreux, non. »
Elle laissait non seulement des mémoires appelés à devenir célèbres mais aussi de nombreux ouvrages édifiants à l’usage de la jeunesse.
Elle meurt le 31 décembre 1830 à Paris, faubourg du Roule, dans une pension de famille où elle s'était retirée depuis 1827, tenue par Madame Afforty, belle-mère du jurisconsulte et abolitionniste François-André Isambert. Jusqu'à ses derniers jours, Louis-Philippe vint lui rendre visite dans la pension de Madame Afforty.
Elle fut inhumée au cimetière du Mont-Valérien (Suresnes), le 4 janvier 1831. Lors de son enterrement, le doyen de la faculté des lettres de Paris déclara : « Pour honorer et célébrer dignement la mémoire de Mme de Genlis, ce seul mot doit suffire : son plus bel éloge est sur le trône de France ! ». Ses restes ont été transférés, le 21 décembre 1842, dans la 24e division du cimetière du Père-Lachaise, à Paris.

## Carrière littéraire

### Les germes d'une vocation
Madame de Genlis a très tôt cultivé un intérêt pour l’apprentissage. Sous la supervision de sa préceptrice, elle s’initie à la danse et la harpe à seulement six ans. En parallèle de ses activités artistiques, la maîtresse d’école du village lui apprend à lire en six, sept mois. Une fois la lecture maîtrisée, elle partage ses connaissances avec les enfants du village et, à leur contact, elle expérimente pour la première fois les joies de l’enseignement, qui sera au cœur de sa vocation d’auteur. À treize ans, elle passe tout un été avec sa famille chez Monsieur de la Popelinière, fermier général, qui a la particularité d’aider les artistes sans le sou et d’être un écrivain amateur dans son temps libre. L’homme est en admiration devant la vivacité d’esprit et l’érudition de la jeune fille. Dans ses mémoires, Madame de Genlis raconte avoir écrit de nombreux vers durant cet intermède estival, et ajoute avoir voulu les soumettre à l’appréciation de Monsieur de la Popelinière. Finalement elle n’a jamais osé « lui confier sa vanité d’auteur », selon ses propres termes.
Quelques années plus tard, un autre événement nourrit cette aspiration auctoriale. Toujours mue par son désir d’enseignement, Madame de Genlis écrit trois petites comédies pour ses propres filles, pendant qu’elle a la garde des deux princesses du palais royal. Très vite, le bouche-à-oreille favorable pousse la comtesse à écrire d’autres pièces, et à les faire représenter, entre l’hiver 1777 et l’été 1778, dans le cercle très fermé de l’aristocratie de cour. Des écrivains prestigieux tels d’Alembert ou Diderot demanderont à assister aux représentations.
Ce succès inattendu attire inéluctablement Madame de Genlis vers les Lettres.

### L'autrice

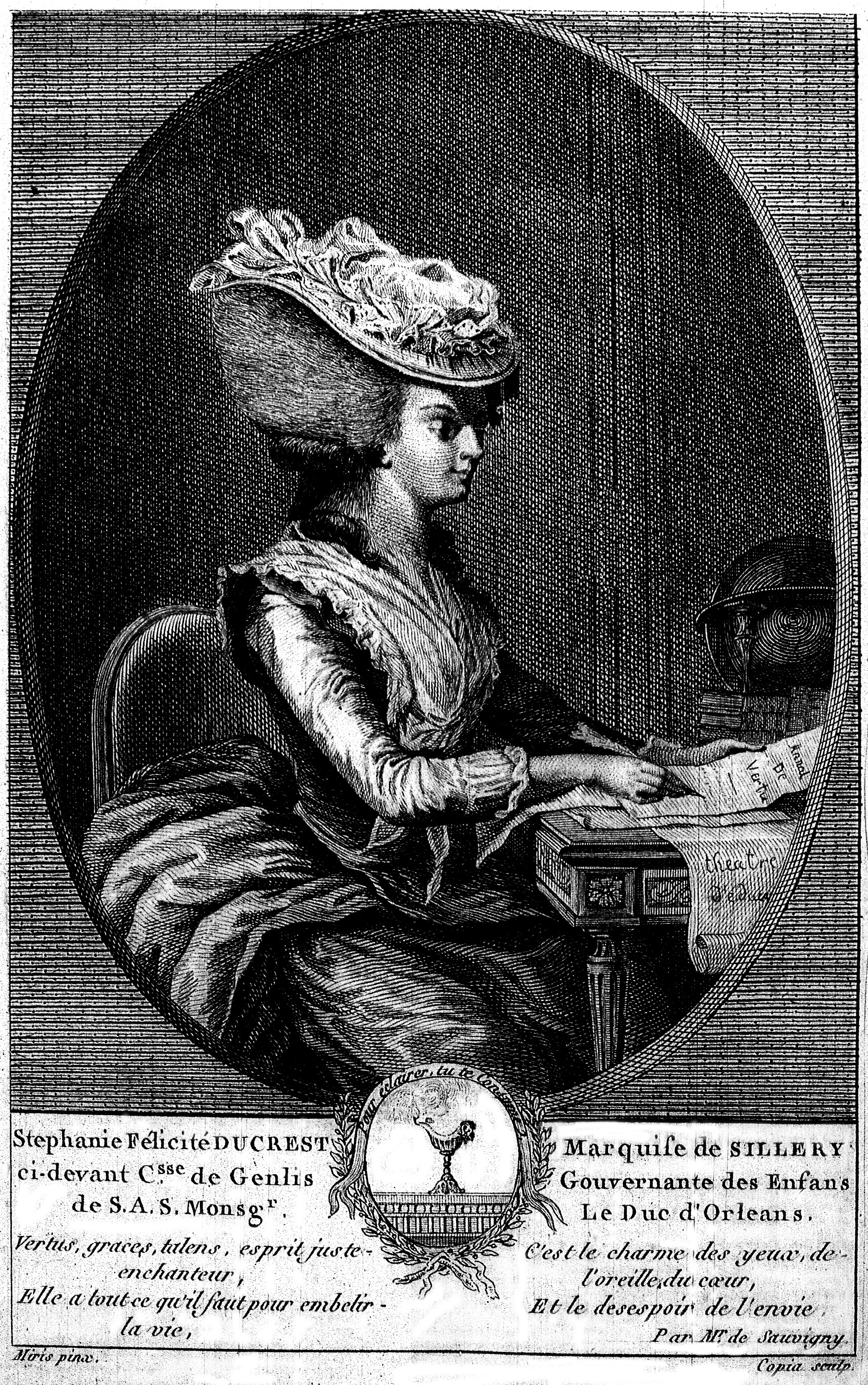
Félicité de Genlis au travail, gravure de Copia d'après Miris.

En 1779, forte du succès de ses saynètes à visées éducatives, Mme de Genlis accepte de les regrouper pour les publier. Le livre intitulé Théâtre à l’usage des jeunes personnes est vendu au profit exclusif de prisonniers sans fortune, afin qu’ils puissent assurer leurs frais de justice.
Tout en faisant œuvre de charité, elle fait ainsi ses premières armes en littérature, et c’est un succès retentissant. Parce que pour une femme, écrire pour le plaisir, ou épouser la carrière littéraire, est mal vu par ses contemporains, Félicité de Genlis s’accommode de ce subterfuge. Mais pas pour longtemps. Trois ans plus tard, en 1782, elle est nommée « Gouverneur » des héritiers du trône et, la même année, elle publie un de ses plus grands succès, Adèle et Théodore ou lettres sur l’éducation. Le livre, une réponse à l’Émile de Jean-Jacques Rousseau, a toutes ses copies vendues en moins de huit jours. L’ouvrage connaît plusieurs rééditions et, ultime consécration, il est très vite traduit en plusieurs langues. Cette célébrité fulgurante s’accompagne également de critiques et autres quolibets, entre autres, de la part des philosophes de l’Encyclopédie. Ces derniers reprochent à la femme de lettres le combat de leurs idées sous couvert de défendre la religion et la morale. Des chansons contre Mme de Genlis se multiplient dans le Tout-Paris. On l’accuse d’être une dévote, une moralisatrice. On raille également ses statuts de femme-gouverneur, de femme-auteur et de femme-érudite. À travers cette campagne à charge, Mme de Genlis est en partie victime de la caricature de la « femme-savante », très méprisée en cette fin du XVIIIe siècle. À l’heure où l’Ancien Régime décline, il est commun de penser que le « bel esprit » néglige forcément les devoirs d’épouse et de mère. Dans un tel contexte, les aspirantes femmes de lettres n’ont naturellement pas bonne presse.
À partir de 1789, la France traverse les affres de la Révolution. Comme bon nombre d’aristocrates pro-monarchistes, la comtesse choisit le chemin de l’exil. S’ensuivent dix longues années où la littérature ne fait plus figure de passe-temps, mais de gagne-pain. Selon Martine Reid, c’est en quittant la France que sa carrière d'autrice prend un nouveau tournant, notamment en s’accélérant et en se diversifiant. Par exemple, elle fait publier des écrits politiques comme la Lettre de Sielk (1796), et le Précis de ma conduite (1796). Quelques années plus tôt, elle s’essaye au traité d’éducation avec Leçons d’une gouvernante à ses élèves. C’est aussi en vivant à l’étranger qu’elle commence l’écriture de ses premiers romans avec Les Chevaliers du Cygne (1795), Les Petits Émigrés (1798), Les Vœux téméraires (1799) et Les Mères rivales (1800). Elle s’initie également à d’autres genres pour le moins surprenants, comme la littérature utilitaire, avec la publication du Manuel du voyageur (1798).
Son retour en France coïncide avec l’avènement de l’Empire. Grâce à son réseau relativement étendu, elle réussit à s’introduire dans le cercle du futur empereur et obtient une pension qui lui permet de vaquer à ses activités littéraires sans soucis pécuniaires. Cette période se révèle particulièrement féconde et amorce le troisième et dernier temps de sa carrière. Chaque année, elle fait paraître plusieurs ouvrages tous genres confondus. Par exemple, en 1802, elle publie à la fois le roman à succès Mademoiselle de Clermont (1802) et le recueil de nouvelles Nouveaux contes moraux et nouvelles historiques. À l’intérieur de ce dernier ouvrage se trouve La Femme auteur, un court récit où une jeune veuve se résigne à ne pas se remarier et qui, dans le même temps, fait le deuil de la maternité. Si le personnage principal tire un trait sur sa vie sentimentale, en ne rompant pas son veuvage, elle devient malgré tout une femme épanouie, grâce à son activité littéraire. Très vite, elle est reconnue comme une femme de lettres à succès. Ce statut professionnel lui garantit une autonomie financière, choix de vie pour le moins iconoclaste pour l’époque.
Selon Martine Reid, Mme de Genlis est « la première [autrice] à avoir expressément pris pour héroïne une femme qui écrit et qui publie. C’est-à-dire qui ne se contente pas de noircir du papier, d’écrire des poèmes pour le plaisir, ou d’envoyer des lettres ». Dans les dernières années de sa vie, la comtesse fait paraître des ouvrages qui font dates pour différentes raisons. D’abord, en 1811, l’ambitieux précis d’histoire littéraire De l’influence des femmes sur la littérature française sort en librairie. L’intention de la femme auteur est clairement exposée dès l’avertissement ; soit écrire « une histoire rapide […] précédée par des réflexions sur les femmes en général, et particulièrement sur les femmes auteurs ». Plus loin, dans la partie « Réflexions préliminaires sur les femmes », son propos devient militant. Elle interpelle le lecteur pour défendre les aspirantes femmes auteurs : « laissons-les écrire, si elles sacrifient à cet amusement les spectacles, le jeu, les bals et les visites inutiles. […] ».
Ce faisant, Mme de Genlis est la première femme de son temps qui encourage ouvertement les femmes à se réaliser en tant qu’autrices. En plus de les soutenir, elle leur donne le mode d’emploi, notamment en publiant ses Mémoires en 1825. Vraisemblablement son dernier coup d’éclat, puisqu’il a suscité l’ire de son illustre contemporain, le critique Saint-Beuve.

### Les raisons d'une œuvre oubliée

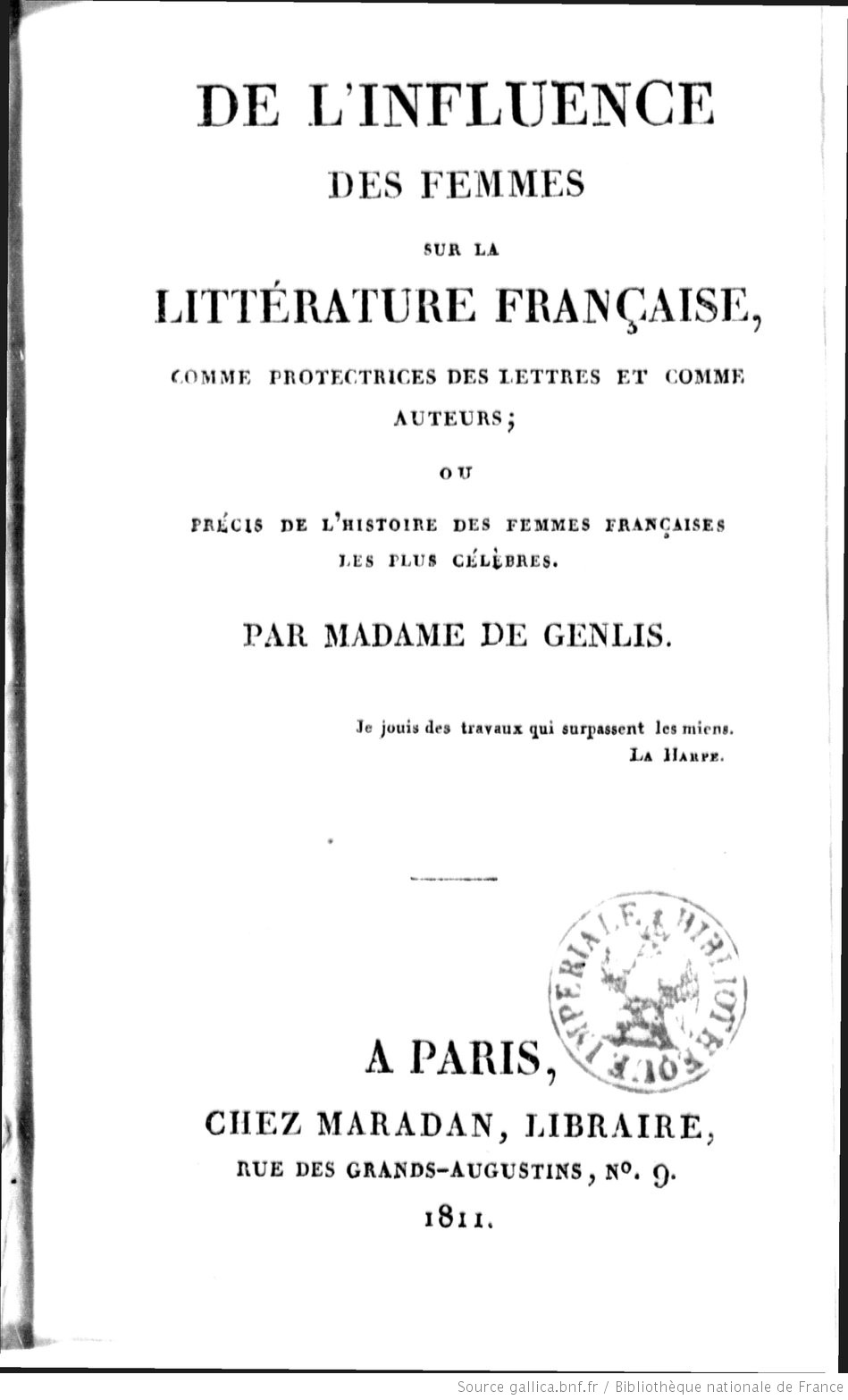
Première page du précis historique : De l'influence de la littérature des femmes sur la littérature française par Madame de Genlis, 1811 (Gallica, BnF).

Madame de Genlis a écrit plus de 140 ouvrages et s’est illustrée dans tous les genres. De son vivant, elle a eu une carrière exceptionnelle de femme auteur et a connu de nombreux succès de librairie. La parution de ses œuvres est mentionnée en 1804 dans l'Ambigu à Londres , dirigé par Jean-Gabriel Peltier.
George Sand raconte, dans l'Histoire de ma vie, comment, alors qu'elle était pensionnaire au couvent des Augustines anglaises, elle mettait en scène les « petits drames larmoyants de madame de Genlis ». « Les naïfs raisonnements du Battuécas me charmaient au contraire, et, chose bizarre, c'est peut-être à madame de Genlis, l'institutrice et l'amie de Louis-Philippe, que je dois mes premiers instincts socialistes et démocratiques ».
Pourtant, comme le mentionne Martine Lapied, malgré une production littéraire importante, elle est absente de l’histoire de la littérature. L’inscription de Mme de Genlis dans l’histoire, en tant que « Gouverneur » des héritiers du trône, est certes digne d’intérêt, mais pourquoi faire l’impasse sur son destin de femme de lettres d’exception ? Très populaire en tant qu’écrivain de son vivant, et couronnée de succès à maintes reprises, Mme de Genlis ne résiste pas à l’épreuve du temps.
Au lieu de rentrer dans la postérité, en raison d’une carrière littéraire remarquable, elle et son œuvre abondante tombent dans l’oubli. Selon Martine Lapied, cette mise à l’écart de Madame de Genlis relève de trois facteurs. D’abord, il est dû au choix des premiers historiens de la littérature. Henri Carton, dès 1886, soit un peu plus d’un demi-siècle après sa mort, disqualifie Mme de Genlis, dans son Histoire des femmes écrivains de la France. Il déclare : « peu d’écrivains, surtout parmi les femmes ont été aussi féconds que Mme de Genlis. Elle tenta presque tous les genres, sans réussir à s’élever au-dessus du médiocre ». Moins de dix ans plus tard, en 1895, dans l’ouvrage Histoire de la littérature française, Gustave Lanson, l’historien qui a fait et continue de faire autorité en la matière, enfonce le clou en ne mentionnant nullement l'autrice. Aujourd’hui encore, Mme de Genlis est peu connue et encore moins lue, si ce n’est dans des lieux favorables, tel un cours spécialisé à l’université. Le deuxième facteur désavantageant Félicité de Genlis est qu’elle a le « malheur d’être à cheval sur deux siècles que la critique veut distinguer ». Enfin, le foisonnement de ses centres d’intérêt — par exemple la morale, l’éducation, le théâtre, le roman, etc. —, tout comme ses positionnements idéologiques plébiscitant la monarchie et la religion n’ont pas aidé à sa popularité posthume.
Madame de Genlis était la tante de Georgette du Crest (1789-1882), auteure de Mémoires sur l'impératrice Joséphine, ses contemporaines, la cour de Navarre et de la Malmaison, œuvre publiée en 1829 à Paris par Ladvocat.
Madame de Genlis était l'arrière-grand-mère paternelle de Rosemonde Gérard, épouse d'Edmond Rostand. Rosemonde Gérard lui a consacré une biographie, La vie amoureuse de Madame de Genlis, chez Flammarion, en 1926, ainsi qu'un poème : La Harpe de Madame de Genlis dans Fééries.

## Œuvres
- Théâtre à l'usage des jeunes personnes, 4 tomes, 1785.
- Théâtre d'éducation :
  - L'Aveugle de Spa, comédie en un acte ;
  - Cécile, ou le Sacrifice de l'amitié, comédie en un acte ;
  - Les Ennemies généreuses, comédie en deux actes ;
  - La Bonne Mère, comédie en trois actes ;
  - L'Intrigante, comédie en deux actes.
- Théâtre de société : 
  - La Mère rivale, comédie en cinq actes ;
  - L'Amant anonyme, comédie en cinq actes ;
  - Les Fausses Délicatesses, comédie en trois actes ;
  - La Tendresse maternelle, comédie en un acte ;
  - La Cloison, comédie en un acte ;
  - La Curieuse, comédie en cinq actes ;
  - Zélie, ou l'Ingénue, comédie en cinq actes ;
  - Le Méchant par air, comédie en cinq actes.
- Les Annales de la vertu, ou Histoire universelle, iconographique et littéraire, 1781.
- Adèle et Théodore, ou Lettres sur l'éducation contenant tous les principes relatifs à l’éducation des Princes, des jeunes personnes et des hommes, 1782.
- Le Club des dames, ou le retour de Descartes, 1784.
- Les Veillées du château, par Mme de Genlis, 1784.
- La Religion considérée comme l'unique base du bonheur et de la véritable philosophie, 1787.
- Discours sur la suppression des couvens de religieuses et sur l'éducation publique des femmes (en lignes sur Gallica)
- Les Chevaliers du cygne, ou la cour de Charlemagne, 1795.
- Les Petits Émigrés, ou Correspondance de quelques enfans : ouvrage fait pour servir à l'éducation de la jeunesse, 1798.
- Manuel du voyageur, 1798.
- Les Vœux téméraires, ou l'enthousiasme, 1799.
- Les Mères rivales, ou la calomnie, 1800.
- Le Petit La Bruyère, ou Caractères et mœurs des enfans de ce siècle, 1801.
- Herbier moral, ou Recueil de fables nouvelles, et autres poésies fugitives ; suivies d'un recueil de romances d'éducation, 1801 (en ligne sur Gallica).
- Nouveaux contes moraux, et Nouvelles historiques, 1802.
  - dont La Femme auteur, nouvelle.
  - dont Le Malencontreux, ou Mémoires d'un émigré.
  - dont Le Bonhomme.
- Mademoiselle de Clermont, roman, 1802[42],[43].
- Souvenirs de Félicie L***, 1804.
- La Duchesse de La Vallière, 1804.
- Vie pénitente de madame de La Vallière.
- Le Comte de Corke, 1805.
- Alphonsine, ou la Tendresse maternelle, 1806.
- Bélisaire, 1808.
- Alphonse, ou le Fils naturel, 1808.
- Le Siège de La Rochelle, ou le Malheur et la conscience, 1808.
- Nouvelle maison rustique pour servir à l’éducation de la jeunesse, 1810.
- De l'influence des femmes sur la littérature française, comme protectrices des lettres et comme auteurs, ou Précis de l'histoire des femmes françaises les plus célèbres, 1811 (en ligne sur Gallica).
- Les Bergères de Madian, ou la Jeunesse de Moïse, poème en prose en six chants, 1812.
- Histoire de Henri le Grand, 1815.
- Les Battuécas, 1816. (En ligne sur Gallica)
- Jeanne de France, nouvelle historique, 1816.
- Zuma, ou la Découverte du quinquina, 1817.
- Inès de Castro suivi de Mort de Pline l'Ancien, 1817.
- Dictionnaire critique et raisonné des étiquettes de la cour ou l’Esprit des étiquettes et des usages anciens, 1818.
- Voyages poétiques d'Eugène et d'Antonine, 1818.
- Les Parvenus, ou les Aventures de Julien Delmours, écrites par lui-même, 1819.
- Pétraque et Laure, 1819.
- Palmyre et Flaminie, ou le secret, 1821.
- Mémoires de la marquise de Bonchamps, Paris, Baudouin Frères, 1823.
- Les Veillées de la chaumière, 1823.
- Mémoires inédits sur le dix-huitième siècle et la révolution française, depuis 1756 jusqu’à nos jours, 1825.
- Essai sur les arts, vers 1825 (lire en ligne)